# Neue Deutsche Welle

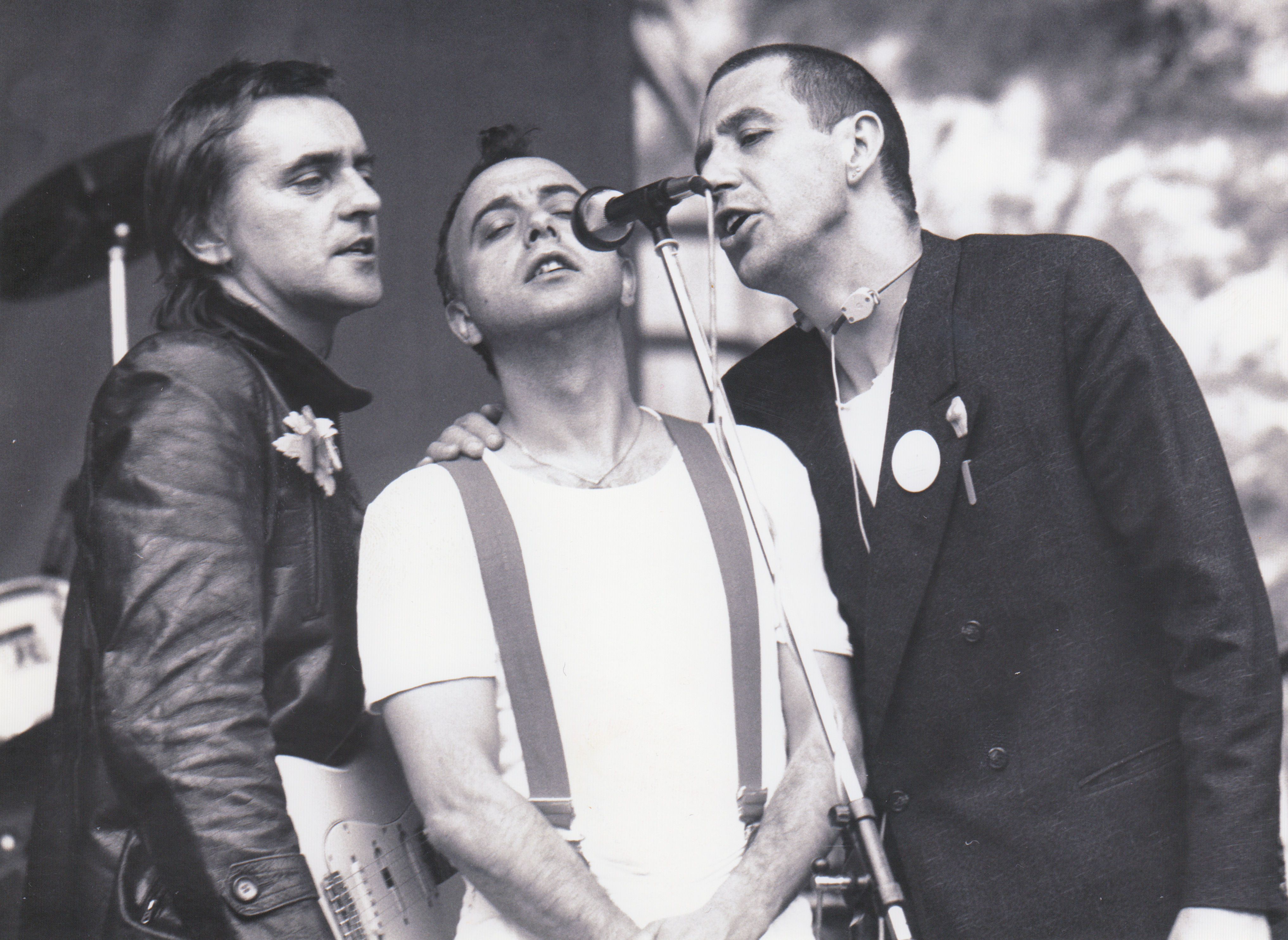
Trio (Gert Kralle, Peter Behrens y Stephan Remmler).

Neue Deutsche Welle (NDW, "nueva ola alemana") es el nombre de un movimiento musical surgido en Alemania entre 1976 y mediados de los años '80.
Musicalmente derivaba del punk rock y el new wave y la totalidad de sus letras estaban cantadas en idioma alemán, algo novedoso en la época, pues incluso en Alemania los cantantes internacionales escribían en inglés. Algunos artistas de la NDW alcanzaron el éxito internacional, como Alphaville con varios éxitos internacionales como Big in Japan y Forever Young, Nena con la canción protesta 99 Luftballons, Falco con Rock Me Amadeus, Peter Schilling con Major Tom (völlig losgelöst) y Trio con Da da da.